# Beata von Yxkull
Beata von Yxkull, född 1618, död 1667, var en svensk godsägare. Hon är främst ihågkommen som en av de utpekade förebilderna för legenden om  Pintorpafrun. 
Hon var dotter till Conrad Reinholdsson von Yxkull (död 1622) och Elisabet Oxenstierna af Eka och Lindö (död 1648), och gifte sig 1636 med riksrådet Erik Karlsson Gyllenstierna af Ulaborg (1602–1657). 
På grund av makens frånvaro fick hon ofta ansvaret för driften av makens gods Pintorp i Stora Malms socken i Södermanland, och Nynäs i Bälinge socken i Södermanland. Efter sin makes död 1657 övertog hon slutgiltigt ansvaret för godset. Hon lät slutföra den nya huvudbyggnad maken hade uppfört, och gav det namnet Eriksbergs slott. Hon engagerade sig i bötfällda landbor och fattiga änkors understöd. 
Beata von Yxkull har utpekats som en förebild för den beryktade "Pintorpafrun". Arvid August Afzelius gav mellan 1839 och 1870 ut Swenska folkets sago-häfder: han framhöll att sagan om Pintorpafrun tillämpas på flera adelsfruar, men att han valt Beata von Yxkull som förebild för att den ”varit mest spridd ibland folket.” Wilhelm von Braun hade henne som förlaga i dikten ”Pintorpafrun” 1860: mellan 1863 och 1914 förekom hans dikt i skillingtryck 23 gånger. Det finns dock inga samtida uppgifter om att hon ska ha varit grym och orättvis eller på annat sätt kan kopplas till legenden.